# Czernice (obwód homelski)
Czernice (biał. Чэрнічы, Czerniczy; ros. Черничи, Czerniczi) – wieś na Białorusi, w obwodzie homelskim, w rejonie żytkowickim, w sielsowiecie Ozierany.
Wieś znajduje się przy drodze republikańskiej R88 i w pobliżu jej skrzyżowaniem z drogą republikańską R128.

## Warunki naturalne
Czernice położone są nad doliną Prypeci. Graniczą z Rezerwatem Krajobrazowym Środkowa Prypeć.

## Historia
W XIX i w początkach XX w. położone były w Rosji, w guberni mińskiej, w powiecie mozyrskim.
W latach 1919–1920 znajdowały się pod Zarządem Cywilnym Ziem Wschodnich, w okręgu brzeskim, w powiecie mozyrskim. W wyniku traktatu ryskiego miejscowość weszła w skład Związku Sowieckiego. Od 1991 w niepodległej Białorusi.
Urodził tu się białoruski parlamentarzysta Mikałaj Markiewicz.